# Happy (Texas)
Happy es un pueblo ubicado en el condado de Swisher en el estado estadounidense de Texas. En el Censo de 2010 tenía una población de 678 habitantes y una densidad poblacional de 246,73 personas por km².

## Geografía
Happy se encuentra ubicado en las coordenadas 34°44′30″N 101°51′26″O / 34.74167, -101.85722. Según la Oficina del Censo de los Estados Unidos, Happy tiene una superficie total de 2.75 km², de la cual 2.75 km² corresponden a tierra firme y (0%) 0 km² es agua.

## Demografía
Según el censo de 2010, había 678 personas residiendo en Happy. La densidad de población era de 246,73 hab./km². De los 678 habitantes, Happy estaba compuesto por el 88.05% blancos, el 0.29% eran afroamericanos, el 1.77% eran amerindios, el 0% eran asiáticos, el 0% eran isleños del Pacífico, el 8.11% eran de otras razas y el 1.77% pertenecían a dos o más razas. Del total de la población el 21.98% eran hispanos o latinos de cualquier raza.